# Castello di Wernberg
Il castello di Wernberg (in tedesco Schloss Wernberg) si trova nel comune austriaco omonimo nel Distretto di Villach-Land appartenente al Land della Carinzia e la sua storia inizia nel XIII secolo.

## Storia

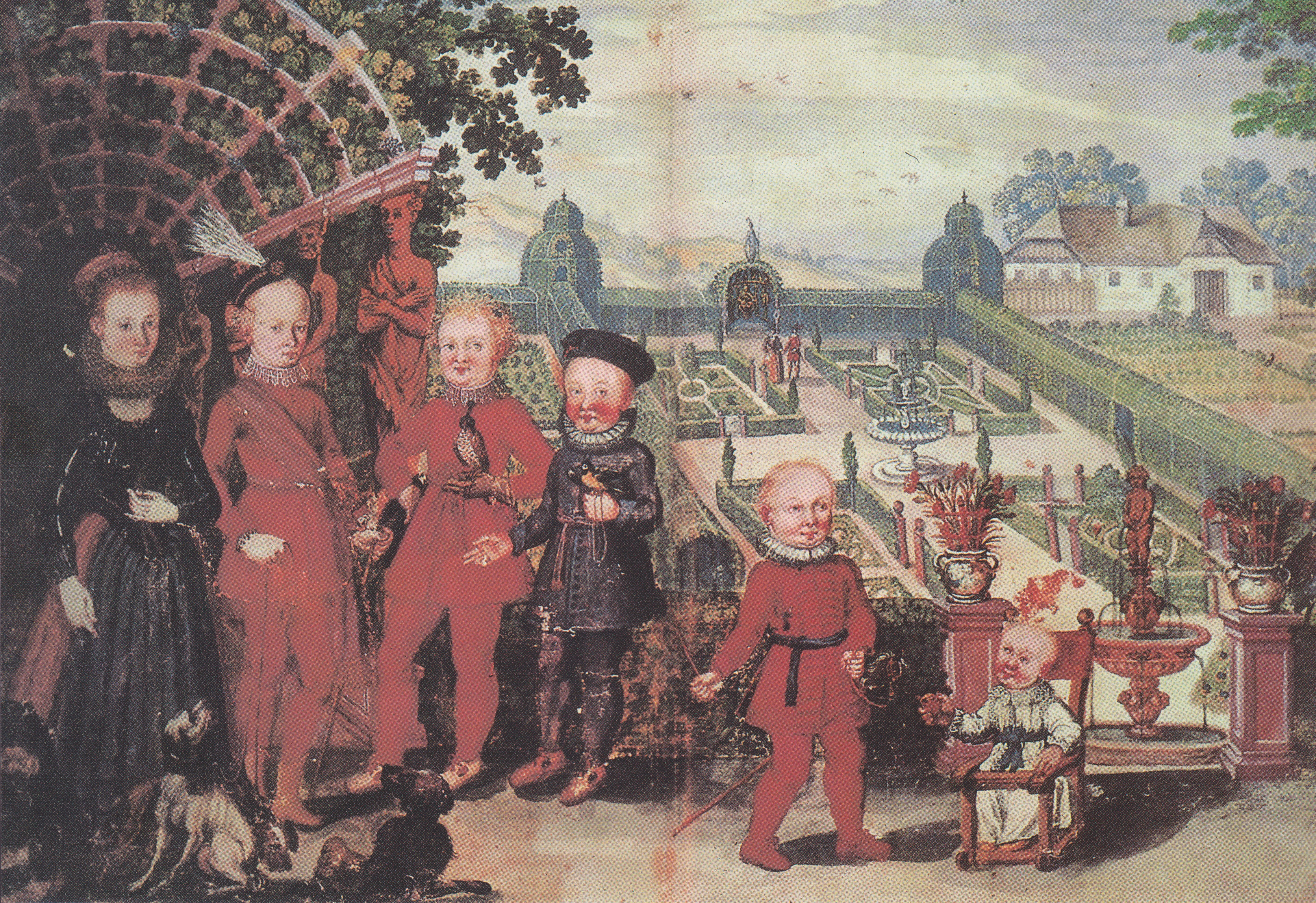
Giardino del castello a Wernberg in un'opera del 1620 circa

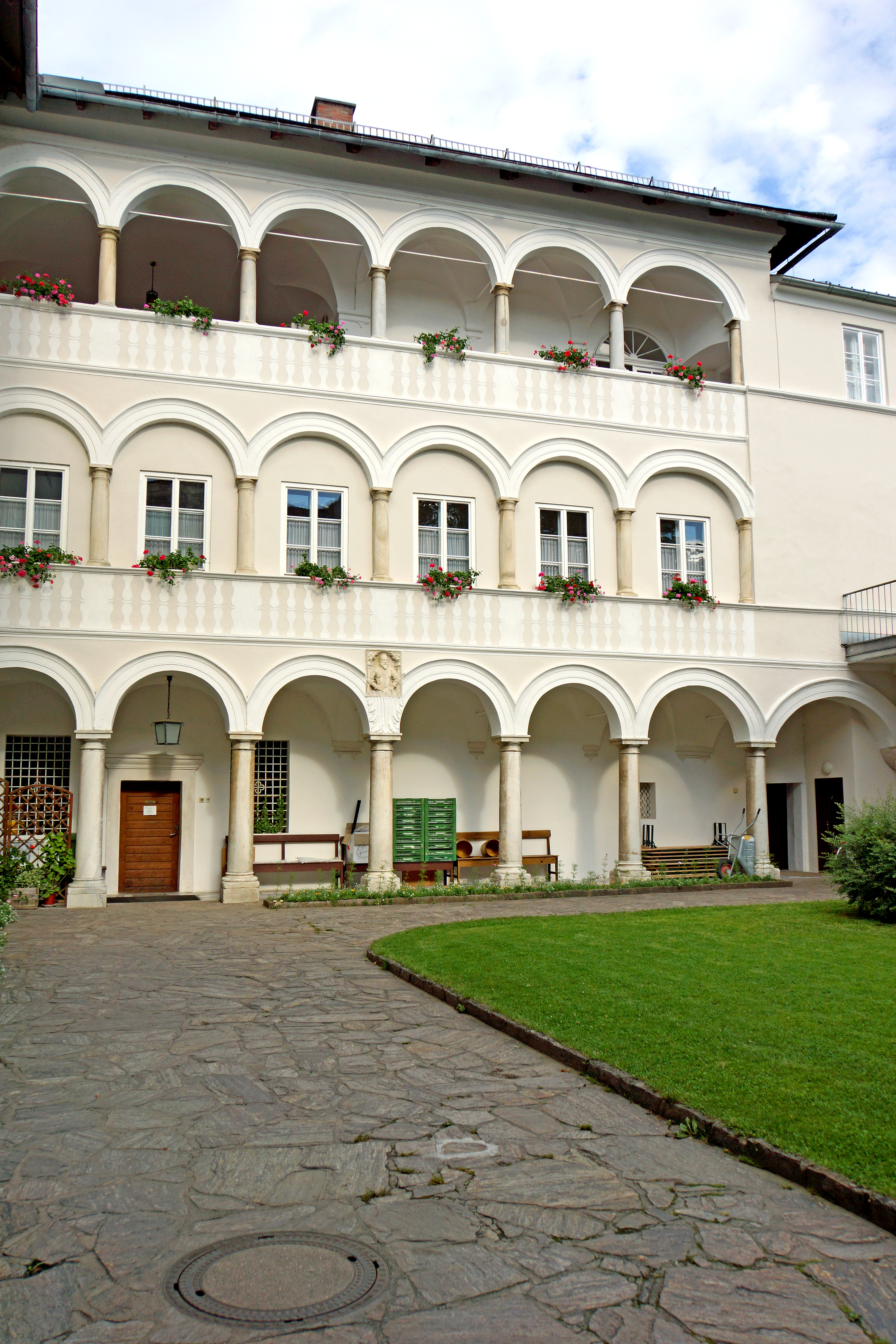
Grande cortile interno

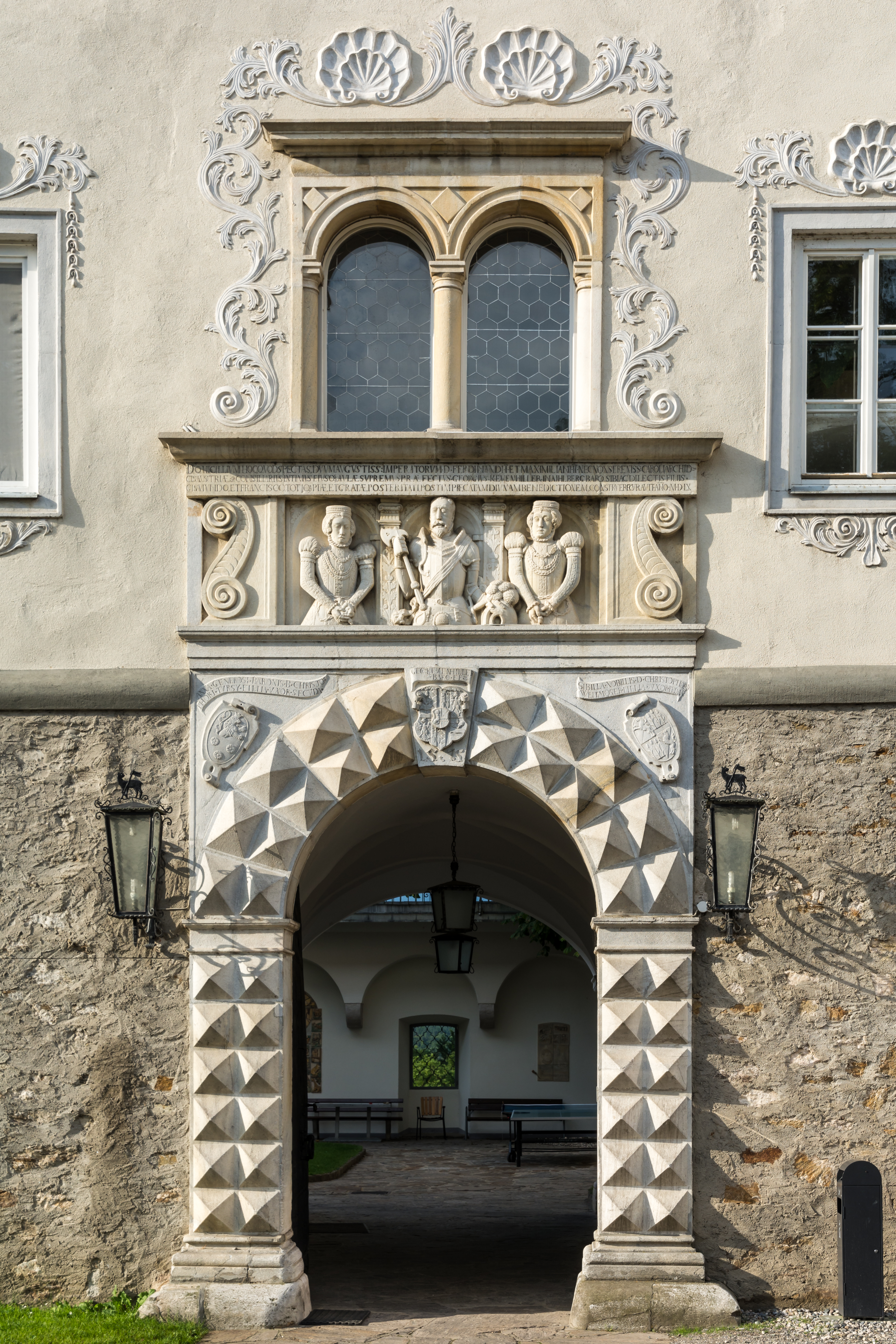
Portale in stile rinascimentale sulla facciata a nord

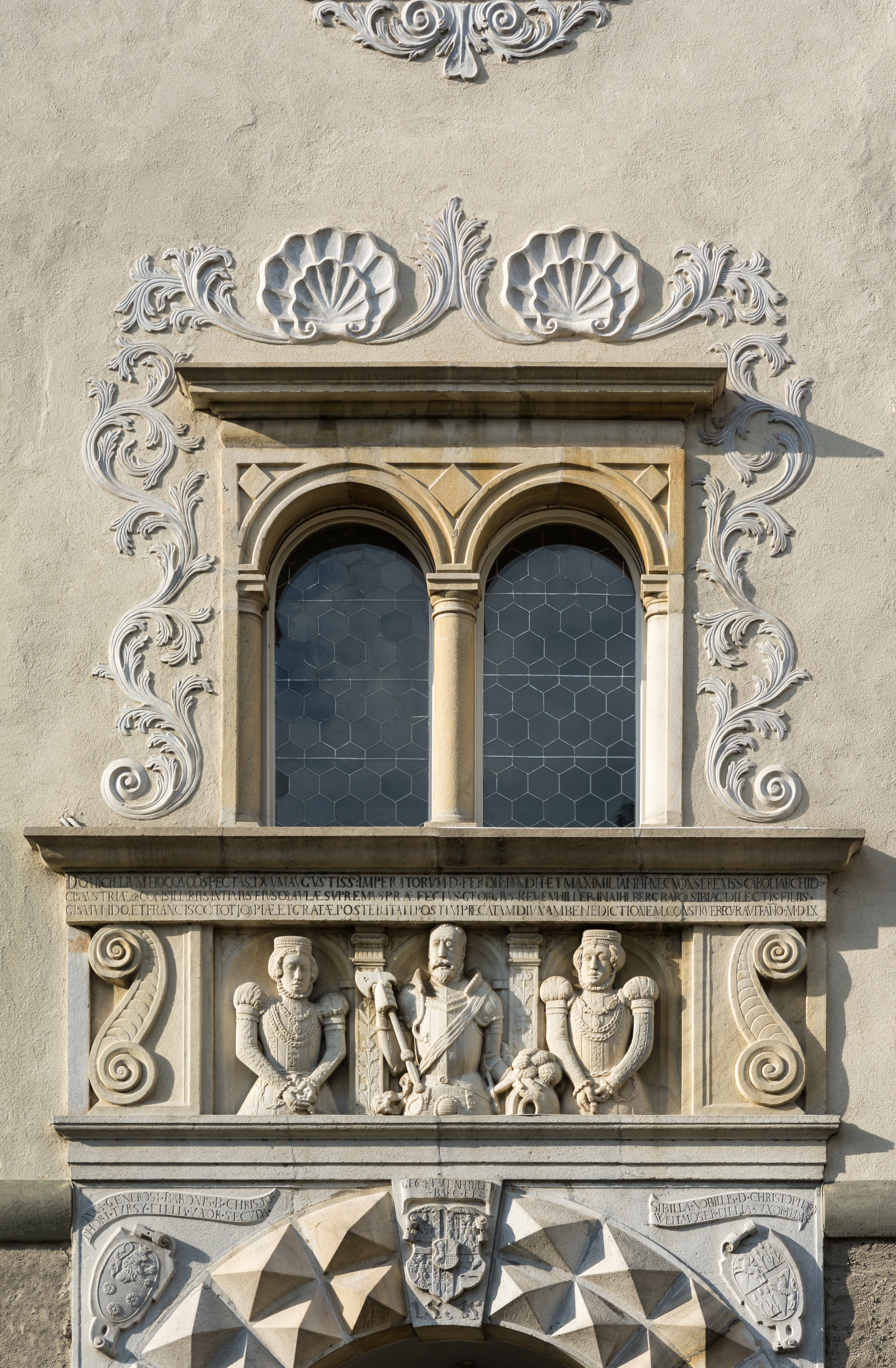
Finestra a bifora sopra il portale a nord

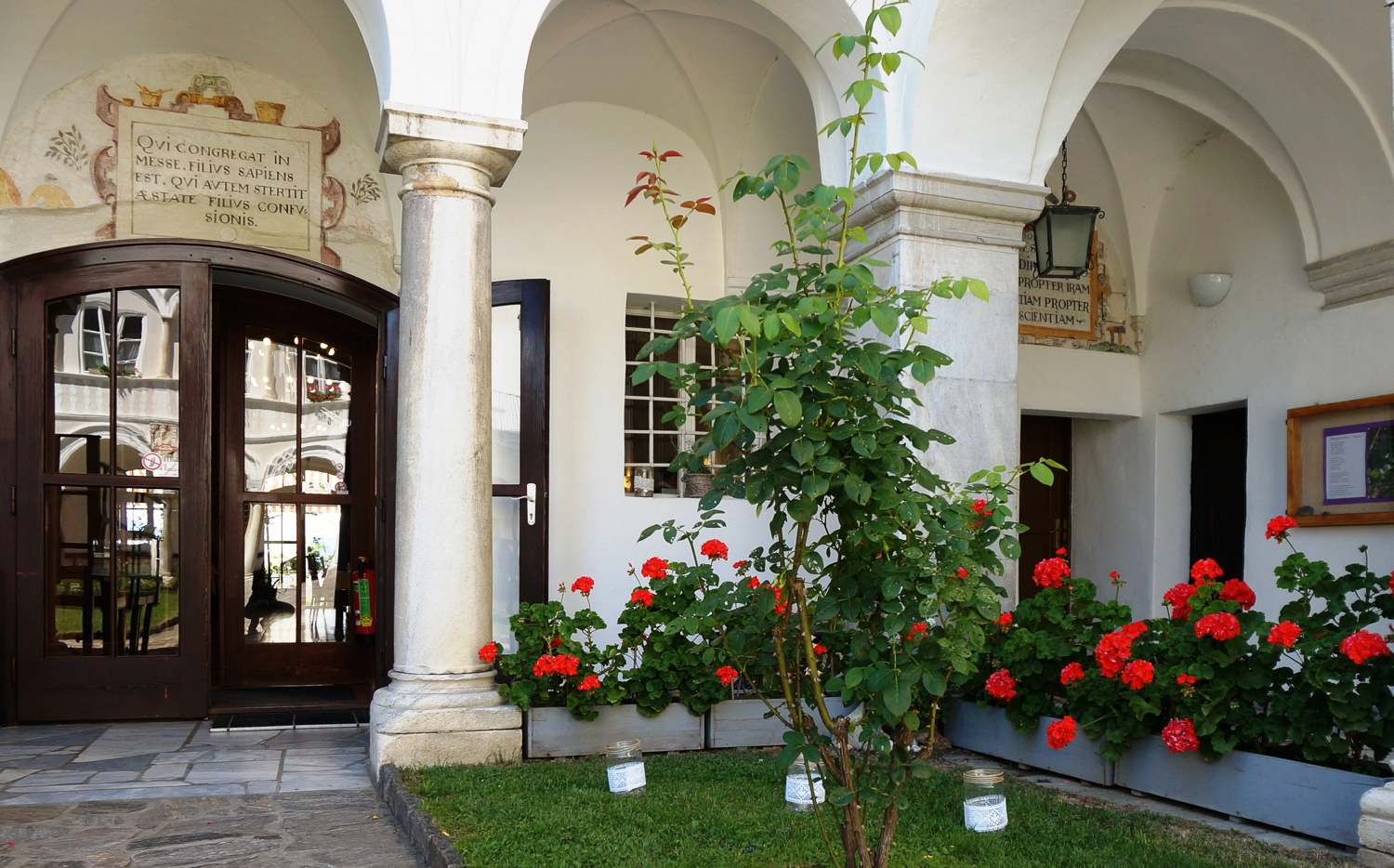
Chiostro, particolare

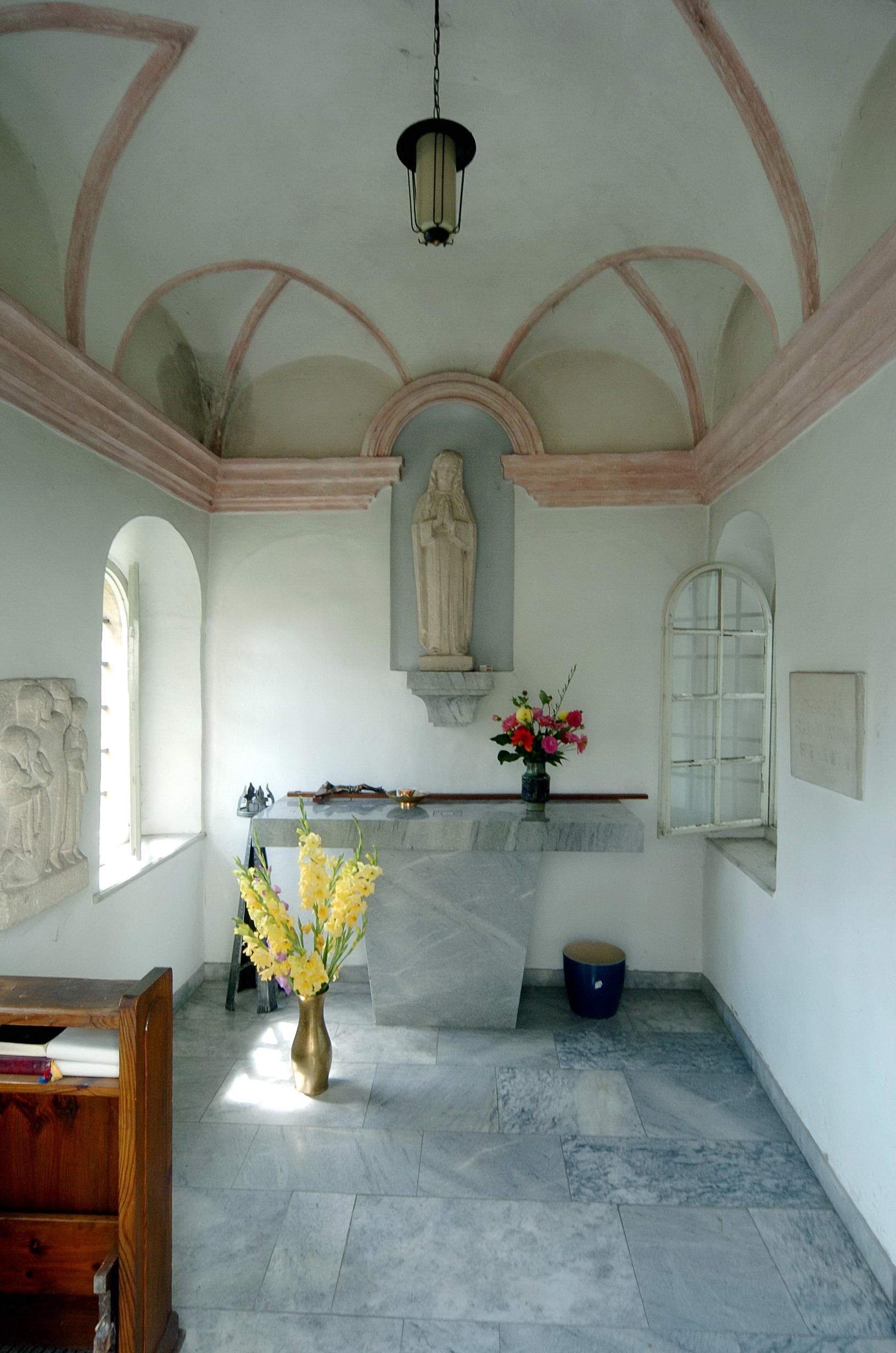
Piccola cappella dedicata alla Madonna di Fatima

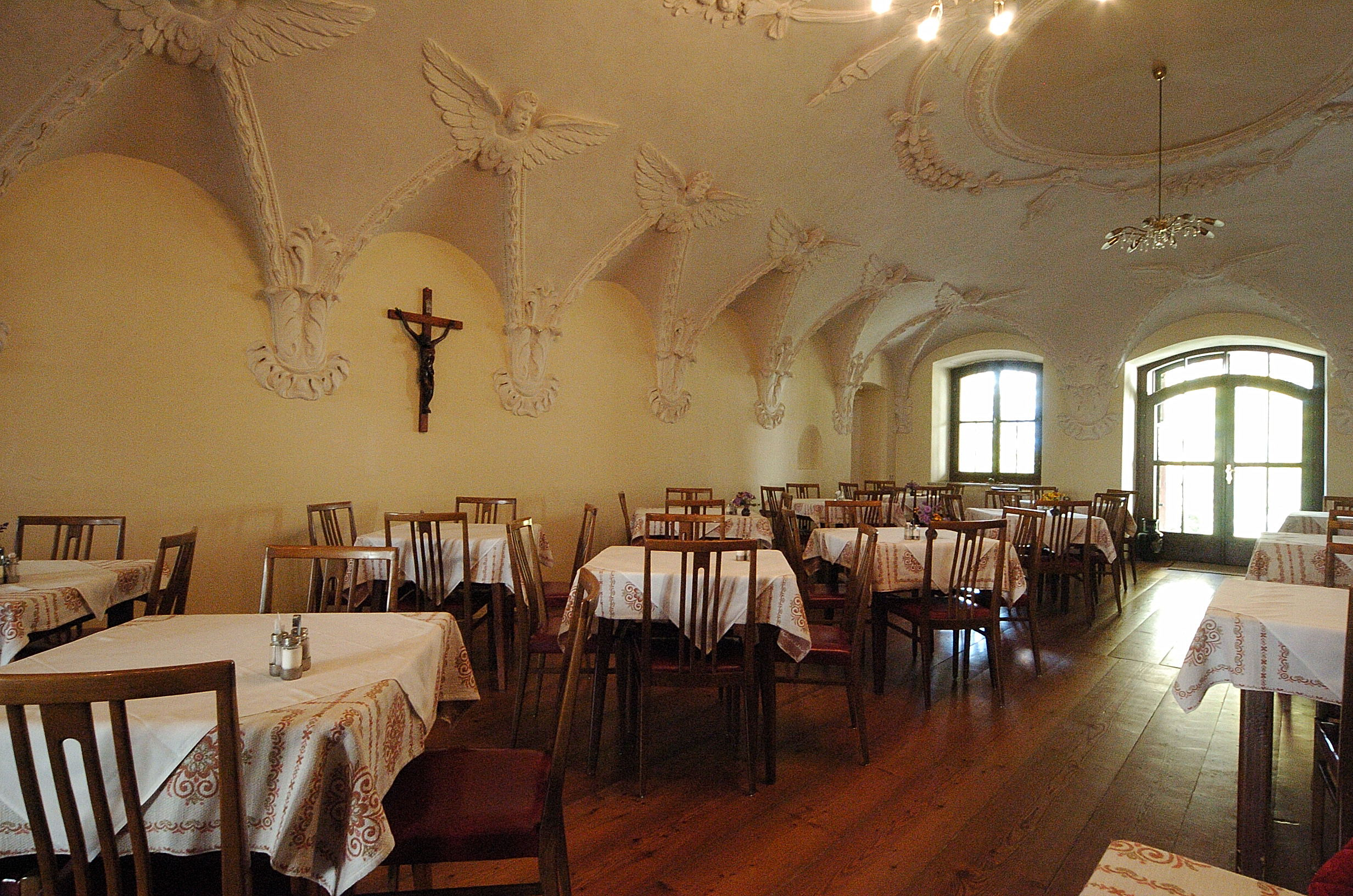
Sala da pranzo nell'ala ovest chiamata anche Sala degli Angeli

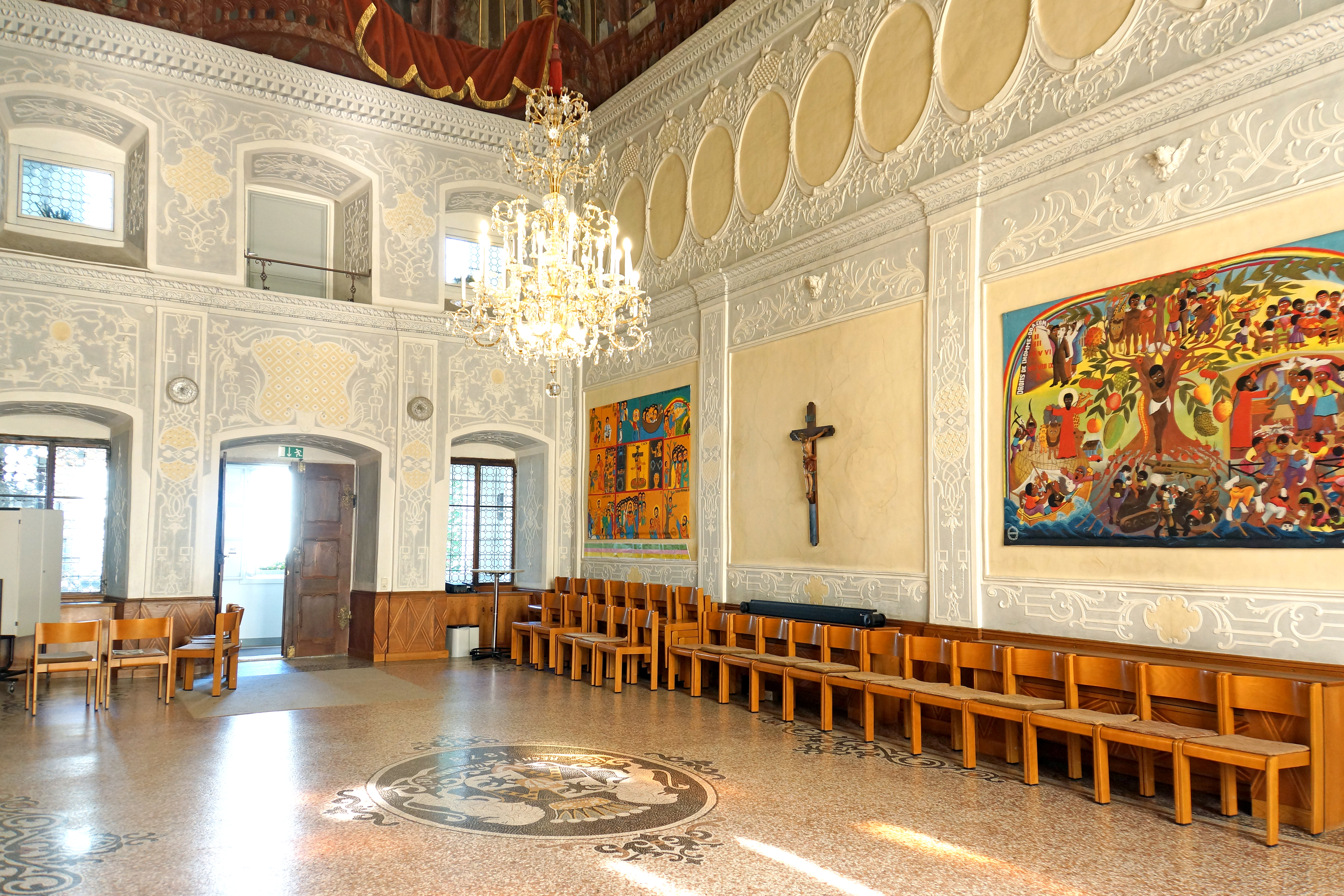
Sala dei prelati con stucchi e dipinti sul soffitto della seconda metà del 1600

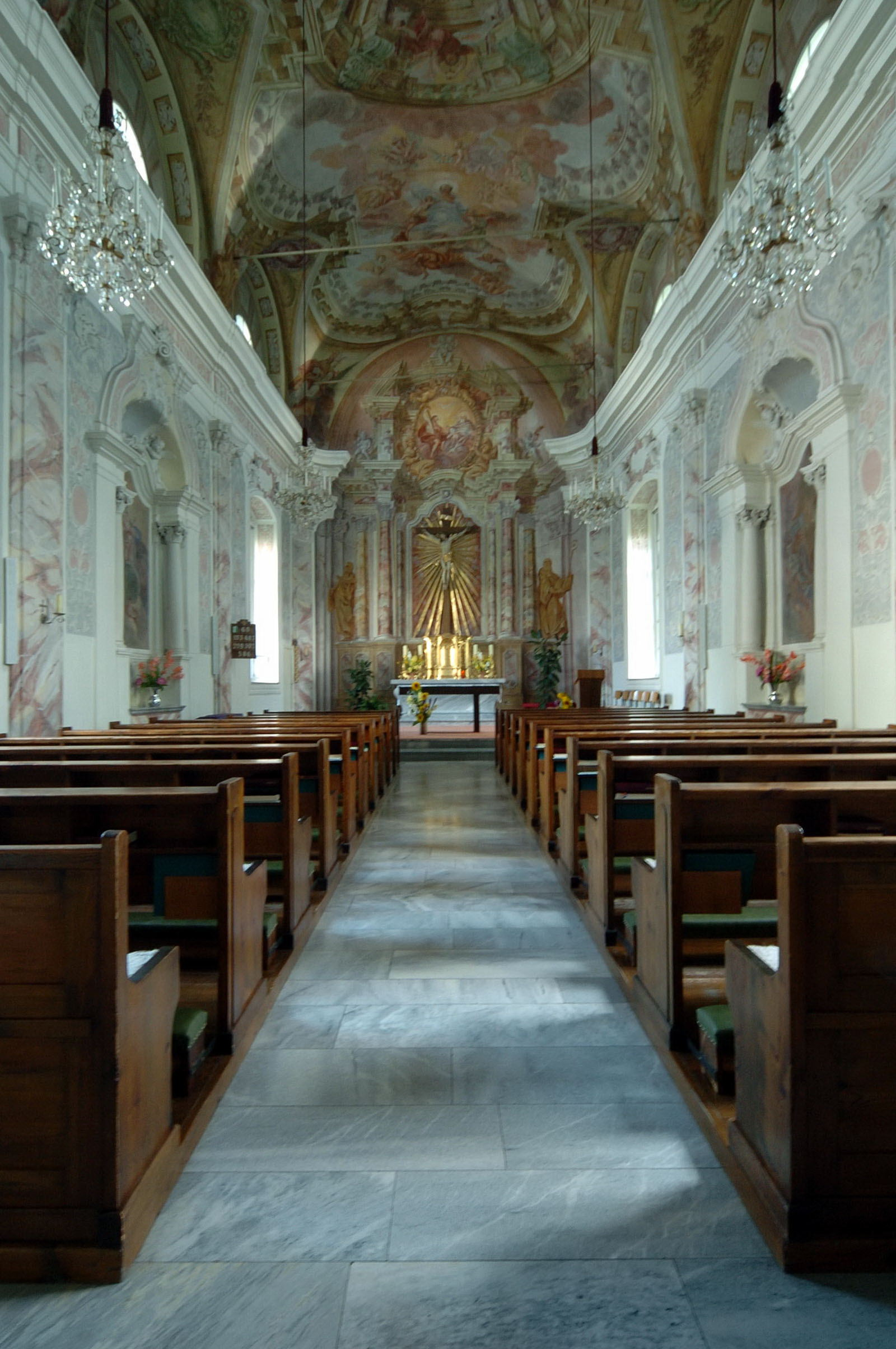
Grande cappella gentilizia del castello con soffitto riccamente affrescato

Il castello venne fatto edificare nel 1226 dal duca Bernardo di Carinzia sulla riva sinistra della Drava ed era collegato alla riva destra da un ponte difeso che aveva la funzione di controllare le rotte commerciali verso l'Italia e la Slovenia. Il luogo intanto era al centro di un contenzioso territoriale che si avviò a soluzione solo un anno dopo, attraverso la mediazione del duca Leopoldo VI di Babenberg e dell'arcivescovo Eberardo di Truchsees, quando fu raggiunto un accordo e il duca Leopoldo cedette il castello al vescovo Eckbert von Andechs e allo stesso tempo lo accettò da lui come feudo ereditario. Quando divenne necessario demolire il ponte, nel 1233 nuovamente si riaccese la disputa territoriale, il vescovo Eckbert fu catturato e rilasciato solo dopo aver pagato un cospicuo riscatto. Nel 1256 il duca Ulrico III di Carinzia lasciò il castello a suo fratello Filippo, che fu l'ultimo Sponheimer a governare la Carinzia  dal 1275 al 1279. All'inizio del XIV secolo il castello entrò in possesso dei duchi del Tirolo, che lo diedero in pegno a Heinrich von Hohenlohe nel 1312. L'antica proprietà feudale intanto era divenuta obsoleta e dopo il 1335 il feudo fu spesso ipotecato o dato in gestione provvisoria. Nel 1425 il duca Federico IV d'Asburgo lo concesse ad Hans e Rupert Kreutzer. Nel 1519 fu nominato signore del castello Wolfgang Khevenhüller, noto e influente cittadino di Villach, e quando suo figlio Sigmund morì senza eredi maschi la proprietà passò ai suoi cugini. Tra questi il Freiherr Georg von Khevenhüller in seguito indennizzò gli altri e divenne l'unico proprietario. Georg, che fu governatore della Carinzia, colonnello ciambellano e Presidente della Camera di Giustizia Interna austriaca, tra il 1570 e il 1575 fece trasformare l'antico castello in un maestoso palazzo rinascimentale destinandolo a sua residenza estiva. Quando le faide religiose della Controriforma raggiunsero il culmine, Paul Freiherr von Khevenhüller nel 1629 fu costretto a vendere il castello a Sigismund von Wagensberg e ad emigrare. Sigismund, come colonnello reale svedese, combatté per il re Gustav Adolf contro l'imperatore e l'impero nella guerra dei trent'anni. Questo per l'imperatore fu visto come alto tradimento e gli costò i suoi possedimenti, compreso il castello che fu ereditato dalla Freifrau Galler von Schwamberg che a sua volta lo vendette all'abate Christoph Kaponig von Ossiach nel 1672. L'abate fece restaurare e riadattare l'edificio, a quel tempo considerato tra i castelli più belli di tutta la Carinzia e lo trasformò in monastero. I monaci benedettini lo mantennero fino a quando il monastero fu abolito dall'imperatore Giuseppe II d'Asburgo-Lorena nel 1783. Il castello divenne proprietà statale e presto venne venduto. Fino al XX secolo si succedettero non meno di venti proprietari, tra cui Gottlieb-Karl Ankershofen, il sindaco francese di Villach Anton Nagele e il conte Leo Zeppelin. Nel 1935 l'Ordine delle suore missionarie del Preziosissimo Sangue acquistò il castello che da allora è divenuto un monastero e una pensione.

## Descrizione
Il castello si trova nel comune austriaco di Wernberg nel Distretto di Villach-Land appartenente al Land della Carinzia ed è situato su una collina in posizione dominante sopra la Drava. L'edificio è monumentale, rinascimentale a tre piani. Le sue tre ali formano un complesso aperto in direzione sud. Ai quattro angoli vi sono massicce torri quadrate con tetti a tenda di un piano più alte degli altri edifici. La cappella del palazzo è unita alla torre nord-ovest, venne edificata intorno al 1730 dall'abate Virgilius Gleißenberger e il pittore barocco carinziano Josef Ferdinand Fromiller la decorò. L'altare maggiore è solo dipinto sulla parete di fondo quindi non è vero e Marx Josef Pittner aggiunse delicati stucchi agli affreschi. La cappella fu in seguito profanata e anche temporaneamente utilizzata come stalla per cavalli. Tra il 1962 e il 1964 lo spazio fu riconsacrato come chiesa. Sopra il suo ingresso si trova un rilievo raffigurante Cristo Redentore del mondo con accanto gli stemmi di Khevenhüller e Thurzo. Il portale d'ingresso sul lato nord del castello è uno dei più bei portali rinascimentali del paese. I suoi pilastri e sorreggono l'arco a tutto sesto e sono arricchiti da una doppia fila di blocchi diamantati. La pietra della chiave di volta reca lo stemma di Georg Khevenhüller del 1575 ed è sovrastata dalle sculture con i busti del costruttore e delle sue due mogli Sybille Weitmoser e Anna Freiin von Thurzo. Gli stemmi delle due donne sono posti anche nei pennacchi del cancello. Sopra il portale si trova anche una notevole finestra a bifora profilata con un delicato colonnino centrale. Sulla facciata a est si apre un portale barocco in arenaria coronato da vasi e un cartiglio che reca la data con l'anno 1755. Il cortile interno è rettangolare, circondato da portici su tutti e tre i piani sui lati est e ovest, alcuni dei quali furono murati o vetrati nell'Ottocento. Il lato sud del cortile porticato originariamente aperto successivamente è stato chiuso. Nel cortile si trova un abbeveratoio unico e riccamente ornato della fine del XVI secolo. All'interno del castello sono particolarmente degne di nota due sale, la sala da pranzo nell'ala ovest che per la sua decorazione in stucco con teste d'angelo è chiamata anche Sala degli Angeli, mentre al piano superiore si trova la sala dei prelati con stucchi e dipinti sul soffitto della seconda metà del 1600. Questi ultimi mostrano le attività dei monaci, come studi scientifici, conferenze e concerti. Il cortile e la chiesa sono liberamente accessibili mentre il monastero può essere visto solo dall'esterno.

### Bene architettonico tutelato
Il castello di Wernberg è stato posto sotto tutela dei monumenti da parte della Repubblica austriaca col numero 35176.